# Exochus septentrionalis
Exochus septentrionalis là một loài tò vò trong họ Ichneumonidae.